# Santiago Aysine
Santiago "Santi" Aysine (Buenos Aires, 8 de abril de 1984) es un cantante, compositor y activista social argentino. Es el fundador y voz principal de la banda de rock Salta La Banca, reconocida por su lírica comprometida y su impacto en la escena del rock nacional e independiente.

## Biografía
Aysine nació en Villa Raffo, una localidad del Gran Buenos Aires, hijo de una docente que militaba en el Partido Obrero y de un comerciante de ideología Peronista. Es fanático de Racing Club y de joven, escuchaba bandas que influirían en sus composiciones como La Renga,La Vela Puerca,No Te Va Gustar, Los Piojos, Bersuit Vergarabat, Patricio Rey y sus Redonditos de Ricota. Luego de terminar el colegio secundario, trabajó en diversos oficios para ganarse la vida, como lavador de copas, mozo, despachador en una aduana, vendedor de periódicos y empleado en un agencia de correos. Aunque por insistencia de sus padres, cursó carreras como Comunicación social, Historia y Psicología, entre otras, pero siempre terminó abandonando.

## Caso Cromañón
A la edad de veinte años, Aysine vivió uno de los accidentes no-naturales más mortíferos de la historia argentina: el cantante es sobreviviente de la tragedia de República Cromagnon, un local bailable que se incendió el 30 de diciembre de 2004, durante un concierto de la agrupación Callejeros, y cuyo resultado fue un saldo de 194 personas fallecidas.
Dicha situación es recogida por el artista en sus discursos y en una canción de especial significancia para el público seguidor del músico.

## Carrera
Tras recuperarse de sus lesiones provocadas por el humo de alquitrán que aspiró y realizar marchas, para encarcelar a los culpables, Aysine sintió que necesitaba expresar su dolor a través de la música, por la cual comenzó a escribir canciones. Comenzó su carrera en el año 2007, al integrarse a una agrupación llamada "Insoluble", pero solo por un tiempo. Luego integró "Inmaduros del Carajo", donde conoció al guitarrista Alberto Grammatico, por lo que proponen hacer un dúo. Dos años más tarde y  tras la incorporación de Marcelo Scola en saxofón y Santiago "Pili" Maggi en teclados, Aysine y Grammatico, denominan a su emergente conjunto Salta La Banca y editan su primer trabajo discográfico, Ya no somos dos ahora. Luego, se sumó al creciente grupo Juanjo Gaspari como guitarrista. Con esta agrupación, ha editado un total de siete trabajos discográficos.

## Acusaciones de abuso
A fines de septiembre de 2017, Aysine fue acusado en las redes sociales por un grupo de chicas a las que había presuntamente abusado cuando eran menores. Ningua de estas acusaciones fue probada en la justicia y medios locales pudieron identificar que se trató de una difamación proveniente de una exnovia con la cual tenía una relación tóxica, sin embargo y al tener hermanas mujeres y estar 100% comprometido por la lucha de igualdad social y el concepto “ NI UNA MENOS, como se lo pudo haber visto en diferentes marchas de apoyo a la causa decidió tomar distancia para dar lugar al proceso de tristeza por el que pasaba su exnovia, pero ante tales acusaciones infundadas y ninguna llevadas a la justicia decidió hablar en primera persona. En una entrevista radial para Rock & Pop Córdoba, Aysine hizo su descargo afirmando que la acusación era «claramente falsa» y declarando que las chicas denunciantes no estaban diciendo la verdad: «Habrá que escuchar a las víctimas y yo tendré que salir a desmentirlo porque nunca pasó, nunca en mi vida abusé de nadie». A través de su cuenta de Twitter, la banda publicó un comunicado en el que respaldaba a su vocalista y afirmaba «categóricamente la falsedad de las acusaciones de abuso». La banda tenía un espectáculo programado para el sábado 30 de septiembre en el Teatro Ópera de La Plata, pero debido a las denuncias contra el cantante, decidieron suspender la función. Asimismo, también se bajaron del festival B.A.Rock y suspendieron sus siguientes conciertos.
El lunes 30 de octubre regresaron al escenario dando un concierto en La Trastienda Club y al final Aysine leyó una carta referida a las acusaciones. En ella, el cantante afirmaba sentir que debía «pedir disculpas por muchas cosas», que no había «tomado las mejores decisiones para comunicarme a partir de lo ocurrido, desde el primer minuto» y que «era muy difícil ser lúcido, ser claro en ese escenario». Se volvió a defender de las acusaciones al sostener que había puesto «el foco en defenderme de acusaciones falsas en vez de comprender el asidero que ese levantamiento tenía» e hizo una autocrítica diciendo: «Sé que no soy violador, ni abusador, ni golpeador, ni acosador, pero eso no me exime de haber exhibido patologías machistas y me avergüenza tanto que necesito disculparme las veces que sea necesario». Finalmente, Aysine declaró que pensaba hacer «un viaje muy largo» para estar consigo mismo y que debido a su ausencia, Salta La Banca iba a estar parada por un tiempo también.

## Actualidad
En los últimos meses el artista ha retomado con sus presentaciones ante el público, ante un auditorio siempre reducido y con poca difusión de prensa, teniendo lugar las mismas en Capital Federal, Tucumán, La Plata y otros lugares del país, presentándose y anunciando en el Instagram Live que suele realizar con habitualidad así como también en sus últimas presentaciones, que se encuentra culminando la realización de su primer disco como solista. No dando más precisiones al respecto, no obstante en su perfil de Instagram nuevamente activo, aunque de acceso privado ya ha publicado dos trabajos musicales que parecen ser parte del nuevo material que próximamente habrá de publicar.
En tanto, lo referente a las acusaciones que le hubieren causado perjuicio tanto a él como a la banda que integrara, no ha habido novedades al respecto en el plano judicial ni el artista ha tenido más que referencias indirectas haciendo alusión a su "viaje instrospectivo" y proceso de "deconstrucción como hombre", como ha hecho mención en muchas oportunidades en Instragram Live (los cuales algunos se encuentran disponibles en la plataforma Youtube).

## Gira Europa 2025
En los últimos meses el artista ha retomado con sus presentaciones ante el público, ante un 
Santiago Aysine y su banda Salta La Banca realizaron una exitosa gira por España en abril de 2025, marcando su regreso a los escenarios internacionales. La gira incluyó presentaciones en ciudades como Palma de Mallorca, Madrid, Barcelona y Valencia, donde ofrecieron conciertos en salas emblemáticas como Es Gremi, Sala Nazca, Sala WOLF y Rock City, respectivamente. Estos eventos fueron bien recibidos por el público, consolidando su presencia en el panorama musical español. 